# Coinage Act
Il Coinage Act del 1792 (per esteso An act establishing a mint, and regulating the Coins of the United States, in italiano la "legge sulla coniazione")  fu varata dal governo degli Stati Uniti il 2 aprile durante la presidenza di George Washington, sancendo la fondazione della United States Mint e regolando l'emissione del conio. L'atto proclamò il dollaro d'argento come l'unità base di tutti gli altri valori, creando, conseguentemente, un sistema decimale della valuta statunitense.
Inoltre la legge stabilì che la United States Mint dovesse avere sede nella capitale, Washington, ed essere gestito da cinque funzionari principali: un direttore, un assaggiatore (colui che testava la qualità dei metalli), un capo coniatore, un incisore e un tesoriere (diverso dal Segretario al tesoro degli Stati Uniti d'America). Una sola persona avrebbe potuto ricoprire i due ruoli di capo coniatore e incisore. L'assaggiatore, il capo coniatore e il tesoriere erano tenuti a inviare una cauzione di 10 000 $ al Segretario del Tesoro.

## Le monete
La legge autorizzò la produzione dei seguenti conii:
| Eagle             | $10    | 247 4/8 gr (16,0 g) puro o 270 gr (17,5 g) d'oro standard        |
| Half Eagle        | $5     | 123 6/8 gr (8,02 g) puro o 135 gr (8,75 g) d'oro standard        |
| Quarto d'Eagle    | $2,50  | 61 7/8 gr (4,01 g) puro o 67 4/8 gr (4,37 g) d'oro standard      |
| Dollari           | $1     | 371 4/16 gr (24,1 g) puro o 416 gr (27,0 g) d'argento standard   |
| Mezzo dollaro     | $0,50  | 185 10/16 gr (12,0 g) puro o 208 gr (13,5 g) d'argento standard  |
| Quarto di dollaro | $0,25  | 92 13/16 gr (6,01 g) puro o 104 gr (6,74 g) d'argento standard   |
| Dime              | $0,10  | 37 2/16 gr (2,41 g) puro o 41 3/5 gr (2,70 g) d'argento standard |
| Mezzo dime        | $0,05  | 18 9/16 gr (1,20 g) puro o 20 4/5 gr (1,35 g) d'argento standard |
| Cent              | $0,01  | 11⁄20 ozt (17,1 g) di rame                                       |
| Mezzo cent        | $0,005 | 11⁄40 ozt (8,55 g) di rame                                       |

Ogni moneta doveva presentare le seguenti incisioni:
- Il dritto doveva esserci un simbolo di libertà, con la scritta "Liberty", e l'anno di coniazione della moneta.
- Il rovescio di ogni moneta d'oro e d'argento doveva presentare un'aquila e in esergo la scritta "UNITED STATES OF AMERICA".
- Il rovescio delle monete di rame doveva presentare la denominazione.[2]